# 地域メッシュ
地域メッシュ（ちいきメッシュ）とは、統計に利用するために、緯度・経度に基づいて地域をほぼ同じ大きさの網の目（メッシュ）に分けたものである。メッシュを識別するためのコードを地域メッシュコードと言う。
地図の製作や提供においては、地域メッシュごとに紙地図を用意し、あるいはデジタル的な地図データファイルを用意することが行われる。

## 標準地域メッシュ
日本では、行政管理庁（現在の総務省）によって出された「統計に用いる標準地域メッシュおよび標準地域メッシュ・コード」（昭和48年7月12日行政管理庁告示第143号）が用いられている。このコードは1976年1月1日に日本工業規格（JIS C 6304、のちにJIS X 0410 地域メッシュコード）となった。
標準地域メッシュでは第1次メッシュから第3次メッシュまでが定められている。また、それより細分化した分割地域メッシュもある。
各メッシュとも緯線・経線を基にしているため、横（東西）の1辺の厳密な長さは高緯度ほど短い。たとえば「第3次メッシュ」では簡便には1辺1kmと称しているが、北海道札幌市を含むメッシュの横は1018m、縦は926mであるのに対し、沖縄県那覇市を含むメッシュの横は1249m、縦は923mである。また、地球は真球ではなく扁球に近いため、同緯度相当分の子午線弧長に差があり、縦（南北）の1辺の厳密な長さは高緯度ほど長くなるが、横1辺ほどの差は生じない。

### 第1次メッシュ
第1次メッシュ（一次メッシュ、正式名称は第1次地域区画）は20万分の1地勢図の1図葉の区画を1単位区画としたもので、緯度差は40分、経度差は1度となっている。1辺の長さは約80kmである。
1次メッシュコード4桁の数字で、上2桁が緯度（1.5倍して分以下を切り上げたもの）、下2桁が経度（下2桁）を表す。1次メッシュコードはメッシュの南西端の緯度経度を用いて次式で算出される：緯度をlat[度]、経度をlon[度]とすると、{\displaystyle (lat\times 1.5\times 100)+(lon-100)}。

### 第2次メッシュ
第2次メッシュ（二次メッシュ、正式名称は第2次地域区画）は第1次メッシュを緯線方向及び経線方向に8等分してできる区域で、2万5千分の1地形図の1図葉の区画に対応する。緯度差は5分、経度差は7分30秒で、1辺の長さは約10kmである。
2次メッシュコード2桁の数字で、上1桁が緯度方向、下1桁が経度方向を表す。これに1次メッシュコードを合せて5339-23のように表す。

### 第3次メッシュ
第3次メッシュ（三次メッシュ、正式名称は基準地域メッシュないし第3次地域区画）は第2次メッシュを緯線方向及び経線方向に10等分してできる区域である。緯度差は30秒、経度差は45秒で、1辺の長さは約1kmである。
3次メッシュコード2次メッシュコードと同様に2桁の数字で、上1桁が緯度方向、下1桁が経度方向を表す。これに1次・2次メッシュコードを合せて5339-23-43のように表す。

### 2分の1地域メッシュ
基準地域メッシュより細かな地域区分として2分の1地域メッシュがある。2分の1地域メッシュは基準地域メッシュを縦横に2等分したものである。緯度差は15秒、経度差は22.5秒で、1辺の長さは約500mである。南西側のメッシュを1、南東を2、北西を3、北東を4として、5339-23-43-1のように表す。

### 4分の1地域メッシュ
4分の1地域メッシュは2分の1地域メッシュを縦横に2等分したものである。緯度差は7.5秒、経度差は11.25秒で、1辺の長さは約250mである。

### 8分の1地域メッシュ
8分の1地域メッシュは4分の1地域メッシュを縦横に2等分したものである。緯度差は3.75秒、経度差は5.625秒で、1辺の長さは約125mである。